# Tafacirga
Tafacirga est une localité et une commune rurale malienne, située dans le pays de la Gadiaga, de l'arrondissement central de Ambidédi, dans le cercle de Ambidédi et la région de Kayes.

## Géographie
La commune est frontalière de la Mauritanie et du Sénégal.
|        | Ghabou    |      |
| Ballou | Tafacirga | Sony |
|        | Fégui     |      |

## Villages
La commune s'étend sur 6 localités relevées lors du recensement général de 2009. 
Les villages les plus peuplés sont :
- Goundiamou (3 490 habitants)
- Gouthioube (1 903 habitants)
- Ségala (1 033 habitants)

Le village chef-lieu communal, Tafacirga compte 843 habitants en 2009.
En 2023, la loi 2023-007 attribue à la commune 6 villages administratifs :
- Goundiamou
- Gouthioube
- Kotéra
- Sangalou
- Ségala
- Tafacirga